# Liga Austríaca de Basquetebol de 2018–19
A Temporada da Liga Austríaca de Basquetebol de 2018-19, oficialmente Admiral Basketball Bundesliga por razões de patrocinadores, foi a 73ª edição da competição de primeiro nível do basquetebol masculino na Áustria.

## Clubes participantes
| Clube                           | Cidade         | Arena                    | Capacidade |
| ------------------------------- | -------------- | ------------------------ | ---------- |
| Swans Gmunden                   | Gmunden        | Volksbank Arena          | 2 200      |
| Raffeisen Flyers Wels           | Wels           | Raiffeisen Arena         | 1 700      |
| Raiffeisen Panthers Fürstenfeld | Fürstenfeld    | Stadthalle Fürstenfeld   | 1 200      |
| Arkadia Traiskirchen Lions      | Traiskirchen   | Lions Dome               | 1 200      |
| Kapfenberg Bulls                | Kapfenberg     | Sporthalle Walfersam     | 1 000      |
| BC Vienna                       | Viena          | Wiener Stadthalle B      | 1 000      |
| Klosterneuburg Dukes            | Klosterneuburg | Happyland Klosterneuburg | 1 000      |
| UBSC Raiffeisen Graz            | Graz           | Unionhalle               | 0600       |
| UNGER STEEL Gunners Oberwart    | Oberwart       | Sporthalle Oberwart      | 1 700      |
| Vienna DC Timberwolves          | Viena          | Wiener Stadthalle B      | 1 000      |

## Tabela

### Rodadas 1 a 22
| Casa\Visitante                  | GMU   | WEL    | FUR    | ARK   | KAP    | VIE   | KLO   | GRA    | OBE    | WOL    |
| ------------------------------- | ----- | ------ | ------ | ----- | ------ | ----- | ----- | ------ | ------ | ------ |
| Swans Gmunden                   |       | 96-82  | 105-59 | 75-64 | 85-87  | 67-69 | 89-74 | 89-71  | 109-67 | 92-80  |
| Raffeisen Flyers Wels           | 81-90 |        | 75-81  | 69-84 | 81-65  | 88-82 | 76-86 | 95-93  | 65-67  | 85-101 |
| Raiffeisen Panthers Fürstenfeld | 74-87 | 72-111 |        | 55-62 | 60-87  | 90-98 | 83-85 | 86-82  | 82-99  | 82-84  |
| Arkadia Traiskirchen Lions      | 83-79 | 91-76  | 71-63  |       | 60-69  | 83-91 | 85-58 | 67-64  | 80-67  | 78-77  |
| Kapfenberg Bulls                | 70-79 | 91-76  | 100-61 | 81-60 |        | 66-92 | 76-66 | 86-65  | 80-71  | 87-44  |
| BC Hallmann Vienna              | 78-86 | 75-74  | 111-74 | 89-86 | 72-69  |       | 81-93 | 72-76  | 83-86  | 66-73  |
| Klosterneuburg Dukes            | 77-80 | 78-76  | 88-55  | 84-81 | 82-62  | 76-69 |       | 83-76  | 75-56  | 75-77  |
| UBSC Raiffeisen Graz            | 79-82 | 92-84  | 108-78 | 68-70 | 74-73  | 90-91 | 70-71 |        | 67-81  | 81-90  |
| UNGER STEEL Gunners Oberwart    | 83-78 | 89-64  | 86-44  | 78-65 | 69-83  | 81-90 | 75-61 | 86-78  |        | 86-75  |
| Vienna DC Timberwolves          | 63-70 | 81-115 | 91-69  | 63-76 | 82-101 | 54-74 | 95-93 | 104-95 | 65-86  |        |

### Rodadas 23 a 33
| Casa\Visitante                  | GMU    | WEL   | FUR    | ARK   | KAP    | VIE     | KLO    | GRA    | OBE    | WOL    |
| ------------------------------- | ------ | ----- | ------ | ----- | ------ | ------- | ------ | ------ | ------ | ------ |
| Swans Gmunden                   |        | 99-69 | 85-67  | 87-67 | 68-81  | 88-81   | 91-86  | 81-74  | 76-81  | 81-61  |
| Raffeisen Flyers Wels           | 85-80  |       | 89-80  | 81-72 | 93-89  | 88-80   | 81-80  | 100-78 | 69-68  | 95-55  |
| Raiffeisen Panthers Fürstenfeld | 78-83  | 84-72 |        | 70-91 | 73-84  | 101-109 | 82-100 | 68-101 | 82-96  | 80-85  |
| Arkadia Traiskirchen Lions      | 80-87  | 96-67 | 73-69  |       | 66-70  | 85-66   | 88-87  | 77-65  | 72-73  | 92-91  |
| Kapfenberg Bulls                | 79-66  | 88-63 | 93-85  | 84-57 |        | 81-79   | 80-63  | 74-63  | 73-77  | 103-74 |
| BC Hallmann Vienna              | 79-85  | 76-81 | 108-69 | 56-91 | 56-62  |         | 80-84  | 75-100 | 77-76  | 81-76  |
| Klosterneuburg Dukes            | 73-72  | 75-83 | 83-77  | 80-67 | 71-87  | 82-70   |        | 61-65  | 64-62  | 95-60  |
| UBSC Raiffeisen Graz            | 83-102 | 85-87 | 70-106 | 79-73 | 55-100 | 75-87   | 70-90  |        | 97-107 | 96-90  |
| UNGER STEEL Gunners Oberwart    | 84-79  | 78-60 | 103-66 | 78-64 | 75-66  | 84-89   | 88-80  | 69-60  |        | 97-78  |
| Vienna DC Timberwolves          | 74-68  | 79-90 | 86-71  | 96-80 | 75-84  | 71-87   | 68-90  | 97-80  | 75-77  |        |

## Playoffs
|  | Quartas de final | Quartas de final             | Quartas de final     |               |   | Semifinais                   | Semifinais | Semifinais |  |  | Final | Final            | Final |
|  |                  |                              |                      |               |   |                              |            |            |  |  |       |                  |       |
|  |                  |                              |                      |               |   |                              |            |            |  |  |       |                  |       |
|  | 1                | Kapfenberg Bulls             | 3                    |               |   |                              |            |            |  |  |       |                  |       |
|  | 8                | Vienna DC Timberwolves       | 0                    |               |   |                              |            |            |  |  |       |                  |       |
|  | 8                | Vienna DC Timberwolves       | 0                    |               |   | Kapfenberg Bulls             | 3          |            |  |  |       |                  |       |
|  |                  |                              |                      |               |   | Kapfenberg Bulls             | 3          |            |  |  |       |                  |       |
|  |                  |                              | Klosterneuburg Dukes | 1             |   |                              |            |            |  |  |       |                  |       |
|  | 4                | Klosterneuburg Dukes         | Klosterneuburg Dukes | 1             | 3 |                              |            |            |  |  |       |                  |       |
|  | 4                | Klosterneuburg Dukes         |                      |               | 3 |                              |            |            |  |  |       |                  |       |
|  | 5                | Raffeisen Flyers Wels        | 0                    |               |   |                              |            |            |  |  |       |                  |       |
|  |                  |                              |                      |               |   |                              |            |            |  |  |       | Kapfenberg Bulls | 3     |
|  |                  |                              |                      | Swans Gmunden | 0 |                              |            |            |  |  |       |                  |       |
|  | 2                | UNGER STEEL Gunners Oberwart | 3                    |               |   |                              |            |            |  |  |       |                  |       |
|  | 7                | BC Hallmann Vienna           | 1                    |               |   |                              |            |            |  |  |       |                  |       |
|  | 7                | BC Hallmann Vienna           | 1                    |               |   | UNGER STEEL Gunners Oberwart | 1          |            |  |  |       |                  |       |
|  |                  |                              |                      |               |   | UNGER STEEL Gunners Oberwart | 1          |            |  |  |       |                  |       |
|  |                  |                              | Swans Gmunden        | 3             |   |                              |            |            |  |  |       |                  |       |
|  | 3                | Swans Gmunden                | Swans Gmunden        | 3             | 3 |                              |            |            |  |  |       |                  |       |
|  | 3                | Swans Gmunden                |                      |               | 3 |                              |            |            |  |  |       |                  |       |
|  | 6                | Arkadia Traiskirchen Lions   | 2                    |               |   |                              |            |            |  |  |       |                  |       |

#### Quartas de final
| Time 1                       | Série | Time 2                     | 1º Jogo | 2º Jogo | 3º Jogo | 4º Jogo | 5º Jogo |
| ---------------------------- | ----- | -------------------------- | ------- | ------- | ------- | ------- | ------- |
| Kapfenberg Bulls             | 3 - 0 | Vienna DC Timberwolves     | 78 - 64 | 96 - 57 | 91 - 81 |         |         |
| Klosterneuburg Dukes         | 3 - 0 | Raffeisen Flyers Wels      | 85 - 70 | 78 - 77 | 87 - 73 |         |         |
| UNGER STEEL Gunners Oberwart | 3 - 1 | BC Hallmann Vienna         | 97 - 64 | 84 - 68 | 86 - 88 | 82 - 78 |         |
| Swans Gmunden                | 3 - 2 | Arkadia Traiskirchen Lions | 91 - 45 | 73 - 68 | 72 - 74 | 72 - 76 | 70 - 61 |

#### Semifinal
| Time 1                       | Série | Time 2               | 1º Jogo | 2º Jogo | 3º Jogo | 4º Jogo | 5º Jogo |
| ---------------------------- | ----- | -------------------- | ------- | ------- | ------- | ------- | ------- |
| Kapfenberg Bulls             | 3 - 1 | Klosterneuburg Dukes | 84 - 90 | 89 - 82 | 58 - 57 | 54 - 43 |         |
| UNGER STEEL Gunners Oberwart | 1 - 3 | Swans Gmunden        | 92 - 94 | 58 - 71 | 81 - 70 | 76 - 92 |         |

#### Final
| Time 1           | Série | Time 2        | 1º Jogo | 2º Jogo | 3º Jogo | 4º Jogo | 5º Jogo |
| ---------------- | ----- | ------------- | ------- | ------- | ------- | ------- | ------- |
| Kapfenberg Bulls | 3 - 0 | Swans Gmunden | 91 - 73 | 69 - 61 | 71 - 65 |         |         |

### Premiação
| ÖBL de 2018-19             |
| -------------------------- |
| Kapfenberg Bulls 7º Título |

## Supercopa da Áustria 2018
Em jogo de pré-temporada, como ocorre desde 2002, reuniram-se em jogo único as equipes do Kapfenberg Bulls (Campeão Austríaco e da Copa da Áustria) e Swans Gmunden (finalista da Copa da Áustria).
| 29 de setembro de 2018 20:00 CET | relatório | Kapfenberg Bulls                                                          | 81–68 | Swans Gmunden                                                         |  | SPH Walfersam, Kapfenberg Público: 300 Árbitros: Goran Sljivic, Christoph Rohacky, Silvia Rath |  |
| 29 de setembro de 2018 20:00 CET | relatório | Placar por quarto: 25-16, 18-16, 23-13, 15-23                             |       |                                                                       |  | SPH Walfersam, Kapfenberg Público: 300 Árbitros: Goran Sljivic, Christoph Rohacky, Silvia Rath |  |
| 29 de setembro de 2018 20:00 CET | relatório | Pts: Elijah Wilson 25 Rbts: Darien Nelson-Henry 8 Asts: Bogic Vujosevic 4 |       | Pts: Devin White 16 Rbts: Torrion Brummitt 9 Asts: Daniel Friedrich 1 |  | SPH Walfersam, Kapfenberg Público: 300 Árbitros: Goran Sljivic, Christoph Rohacky, Silvia Rath |  |

### Premiação
| SuperCopa da Áustria 2018  |
| -------------------------- |
| Kapfenberg Bulls 5º Título |